# الخواورة (النواجي)
الخواورة هو دُوَّار يقع بجماعة مكانسة، إقليم تاونات، جهة فاس مكناس في المملكة المغربية. ينتمي الدوّار لمشيخة النواجي التي تضم 9 دواوير. يقدر عدد سكانه بـ 119 نسمة حسب الإحصاء الرسمي للسكان والسكنى لسنة 2004.

## روابط خارجية
- البوابة الوطنية للجماعات الترابية
- المندوبية السامية للتخطيط